# 阿南惟茂
阿南 惟茂（あなみ これしげ、1941年1月16日 - 2024年11月13日）は、日本の外交官。元駐中国大使（2001年 - 2006年）。父は陸軍大臣、陸軍大将の阿南惟幾。外務省チャイナ・スクール（中国語研修組）の重鎮として知られる。

## 来歴
東京生まれ。東京都立西高等学校を経て、1964年東京大学法学部を卒業。1967年、外務省に入省した。同期には次官になった竹内行夫、高野紀元（駐韓大使、外務審議官）上田秀明（駐オーストラリア大使）、阿部信泰（駐スイス大使・国連事務次長）、大島賢三（駐オーストラリア大使・国連事務次長）、天江喜七郎（駐ウクライナ大使・中東アフリカ局長）、山崎隆一郎（駐フィリピン大使）、黒川祐次（駐コートジボワール大使）らがいる。1970年、ハーバード大学修士号を取得。
入省後は中国語研修、在パキスタン大使館、在オーストラリア大使館などを経て、1983年在中国大使館参事官、1986年情報調査局企画課長、1987年アジア局中国課長、1990年大臣官房会計課長、1992年在アトランタ総領事、1994年在中国大使館公使、1997年アジア局長、2000年内閣外政審議室長兼インドシナ難民対策連絡調整会議事務局長、2001年在中国日本国大使などの要職を歴任した。
2006年5月8日退官、同年6月1日新日本製鐵株式会社顧問（非常勤）に就任。2009年より国際交流基金日中交流センターの所長に就任。2009年11月の日中外相会談において、日中両国政府首脳に提言・報告を行う委員会である「新日中友好21世紀委員会」の日本側新委員に就任することが決まった。
2010年、財団法人国際臨界開発研究センター会長。
2024年11月13日午後5時12分、肺炎のため東京都内の自宅で死去。83歳没。

## 中国大使
自民党の橋本・森両者の後押しを受け抜擢され、2001年1月に駐中国特命全権大使に任命された。在任期間には日中間に外交問題が頻発し、その関係は戦後最悪とも称されるほどまでに悪化したが、これらの問題に対する阿南の姿勢に関して中国に偏り過ぎているのではないかとの批判が噴出した。
瀋陽総領事館北朝鮮人亡命者駆け込み事件に際しては、事件発生4時間前の定例会議で亡命者を追い返す指示をしていた。当時在中国のヨーロッパ各国および韓国大使館、領事館などで発生していた北朝鮮人亡命者の駆け込み事件に関して、5月8日大使館内の定例会議において「不審者が館内に入ろうとしたら追い返せ」、「ともかく来たら追い返せ。仮に"人道的に問題になって批判されても面倒に巻き込まれるよりはマシ"だ」との指示を与えていたと報道された。この指示が行われた当日に、瀋陽市内の日本総領事館に駆け込もうとした「脱北者」の一家が中国の武装警察に取り押さえられた。阿南は「昨年以降のテロへの対処の観点から、不審者への警戒心を高めるよう注意喚起した」と釈明したが、政府内部では批判の声が上がり更迭も検討された。野党民主党がおこなった瀋陽事件に関する調査では、北京大使館の警備強化に関する指示と瀋陽総領事館駆け込み事件との間には直接的な因果関係はなかったとされた。後に阿南は外相とともに給与自主返納を行い、厳重訓戒処分を受けた。
2002年6月に中国の経済成長示す報告書が部下から提出された際に「これでは中国へのODAを減らせと言われる」と叱責し、その内容を訂正させたと報道された。日本政府は2008年を最後に対中ODAを打ち切ることを既に決定している。
2005年7月頃、小泉純一郎首相宛てに靖国神社への参拝の中止を要請する内容の具申書を公電にて打電した。
これらの一連の言動について、保守派メディアを中心に批判が寄せられたが、小泉政権の下で5年間中国大使として在任し、2006年に退任した。後任には当初、チャイナ・スクールの影響力を絶つために飯村豊インドネシア大使の起用が予定されていたが、中国が飯村の大使就任に反対したこともあり、最終的には阿南同様にチャイナ・スクール出身の宮本雄二沖縄担当大使が就任した。
退任後に「中国と日本は未来永劫隣国同士なので、対立より友好を促進すべき」と述べているが、同時に大使在任中は立場上許されなかったチャイナ・リスクに関する発言も行っている。

## 家族
- 父は終戦時に陸軍大臣を務めていた阿南惟幾で7人兄弟姉妹の末子である。
- 兄は元防衛大学校教授の阿南惟敬、陸軍少尉の阿南惟晟（1943年戦死）、元新日本製鐵副社長の阿南惟正、元講談社社長の野間惟道らである（阿南惟幾#家族参照）。
- 叔父に宮城事件に関係した当時軍務課内務班長の竹下正彦中佐、義姉に講談社前社長の野間佐和子がいる。
- 夫人は円仁の研究で著名な歴史学者・阿南ヴァージニア史代、息子に東北大学大学院教授の阿南友亮がいる。